# Ренате-Лі Мегевец
Ренате-Лі Мегевец ((ест. Renate-Ly Mehevets; нар. 2 березня 1999, Пилва, Естонія) — естонська футболістка, права захисниця та вінґер бельгійського клубу «Шарлеруа» та жіночої збірної Естонії.

## Життєпис
У 2011 році Ренате-Лі розпочала грати в молодіжній команді «Лутос» (Пилва).
У 2016 році вона підписала контракт з «Таммекою» з Мейстерлізі, вищому дивізіоні жіночого чемпіонату Естонії з футболу.
У футболці національної збірної Естонії дебютувала 3 квітня 2019 року в поєдинку проти Азербайджану, замінивши Ліїсі Мерісалу.
Влітку 2020 року підписала 1-річний контракт з бельгійським «Шарлеруа», завдяки чому стала першою естонською футболісткою в жіночій Суперлізі.